# Янин, Геннадий Петрович
Генна́дий Петро́вич Я́нин род. 16 мая 1968, Серпухов, Московская область) — российский артист балета, солист, педагог-репетитор Большого театра. Заслуженный артист Российской Федерации (1999), лауреат премии «Золотая маска» (2004). Ведущий программы «Абсолютный слух» на телеканале «Культура».

## Биография
Родился в г. Серпухове Московской области. В 1986 г. по окончании Московского хореографического училища (ныне Московская государственная академия хореографии), где занимался в выпускном классе у Алексея Закалинского, был принят в труппу Московского академического музыкального театра имени К. С. Станиславского и Вл. И. Немировича-Данченко. Параллельно выступал в спектаклях театра «Кремлёвский балет».
В 1995 году был приглашен в балетную труппу Большого театра в качестве солиста. Природная музыкальность, артистическая индивидуальность и филигранное владение техникой танца позволили танцовщику создать ряд ярких сценических образов и удерживать лидирующие положение в своём амплуа.
В 2003 году был назначен на пост управляющего балетной труппой Большого театра, который занимал до 2011 года. В 2011 году рассматривался в качестве кандидата на должность художественного руководителя балета Большого театра, однако назначение было сорвано публикацией в сети компромата на Янина.
С 2016 года ведёт класс в Большом театре.
Хореограф-постановщик финального номера победительницы телевизионного конкурса юных талантов «Синяя птица — 2017» Веры Шпаковской на музыку С. Рахманинова.
Ведущий XIV Международного конкурса артистов балета в Москве (3—11 июня 2022 года).

## Творческая деятельность
За годы артистической деятельности исполнил свыше 40 партий, во многих из которых выступил в качестве первого исполнителя:
1995
- Гном Апчхи** («Белоснежка» К. Хачатуряна в постановке Г. Майорова)

1996
- Модест Алексеевич («Анюта» на музыку В.Гаврилина в постановке В. Васильева)
- танцевальная сцена в опере «Травиата» Дж. Верди (хореография В. Васильева)
- друзья Принца («Лебединое озеро» П. Чайковского в редакции В. Васильева)

1997
- Золотой божок («Баядерка» Л. Минкуса, хореография М. Петипа в редакции Ю. Григоровича)

1999
- Балда («Балда» на музыку Д. Шостаковича в постановке В. Васильева)

2000
- Джон Буль — Пассифонт* («Дочь фараона» Ц. Пуни в постановке П. Лакотта по М. Петипа)
- Злая Фея Карабос («Спящая красавица» П. Чайковского, хореография М. Петипа в редакции Ю.Григоровича)

2002
- Ален** («Тщетная предосторожность» Л. Герольда, хореография Ф. Аштона)

2003
- Гармонист* («Светлый ручей» Д. Шостаковича в постановке А. Ратманского)

2005
- Козельков* («Болт» Д. Шостаковича в постановке А. Ратманского)
- Вдова Симона («Тщетная предосторожность» Л. Герольда, хореография Ф. Аштона)

2006
- Учитель танцев («Золушка» С. Прокофьева, хореография Ю. Посохова, режиссер Ю. Борисов)
- Конферансье* («Золотой век» Д. Шостаковича в постановке Ю.Григоровича)

2007
- Исаак Ланкедем* («Корсар» А. Адана, хореография М. Петипа, постановка и новая хореография А. Ратманского и Ю. Бурлаки)

2008
- Колдунья Мэдж («Сильфида» Х. С. Левенскольда, хореография А. Бурнонвиля в редакции Й.Кобборга)
- Людовик XVI* («Пламя Парижа» Б. Асафьева в постановке А. Ратманского с использованием хореографии В. Вайнонена)

2009
- Коппелиус** («Коппелия» Л. Делиба, хореография М. Петипа и Э. Чекетти, постановка и новая хореографическая редакция С. Вихарева)
- Квазимодо* («Эсмеральда» Ц. Пуни, хореография М. Петипа, постановка и новая хореография Ю. Бурлаки, В. Медведева)

2011
- Гамаш («Дон Кихот» Л. Минкуса, хореография М. Петипа, А. Горского в редакции А. Фадеечева)

2015
- Господин* («Герой нашего времени» И. Демуцкого, часть «Княжна Мери», хореография Ю. Посохова, режиссер К. Серебренников)

2019
- Графиня де Сегюр, урожденная Ростопчина** («Парижское веселье» на музыку Ж. Оффенбаха, Манюэля Розенталя, хореография М. Бежара)

2021
- Жорж Бенгальский* («Мастер и Маргарита» на музыку А. Шнитке и Милко Лазара, хореография Э. Клюга)

(*) — первый исполнитель
(**) — первый исполнитель в Большом театре

## Телевизионная деятельность и фильмография
В 1991 году снялся в роли Горноцветова в фильме «Машенька» по роману В. Набокова (режиссер Т. Павлюченко).[значимость факта?]
С 2009 года ведёт передачу «Абсолютный слух» на телеканале «Культура». Этот альманах был удостоен диплома Всероссийского фестиваля телевизионных программ и фильмов «ТелеПроФи» в номинации «Просветительская программа», «За редкий на федеральных каналах абсолютный слух, вкус и взгляд». [значимость факта?]
В 2011 году программа «Абсолютный слух» была награждена дипломом участника финала Национального телевизионного конкурса ТЭФИ-2011 в номинации «Музыкальная программа. Классика».
В 2018 году стал лауреатом приза «Душа танца» журнала «Балет» в номинации «Пресс-лидер».[значимость факта?]

## Семья
Имеет двоих детей от первого брака — дочь Екатерину и сына Александра. Супруга — Елена Валерьевна Праздникова, концертмейстер балета Большого театра.

## Награды
- 1992 — I премия Международного балетного конкурса в Риети (Италия).
- 1999 — Заслуженный артист Российской Федерации.
- 2004 — Национальная театральная премия «Золотая маска» (сезон 2002—2003) за исполнение партии Гармониста в балете «Светлый ручей» Д. Шостаковича в постановке А. Ратманского.